# 実心館合氣道会
実心館合氣道会（じっしんかんあいきどうかい）は、心身統一合氣道の藤平光一に師事し、本部特別講師の任命を受けていた村山實が1992年に組織した合気道の団体。安岡正篤の教学、中村天風の心身統一法、藤平光一の心身統一合氣道を統合し、「人間学合氣道」と称して、技は心身統一合氣道を踏襲しつつ、独自に創意工夫を加え、老若男女、広く一般に稽古ができるよう合気道とともに剣・杖・居合を併修している。

## 道場
・実心館本部道場（横浜市港南区）
・実心館金沢道場（横浜市金沢区）
・禮心館道場（横浜市旭区）
・鷹心館道場（山形県米沢市）